# Robert Rast
Robert Rast (* 1920; † 16. Mai 1946) war ein Schweizer Aktivist und Seelenverwandter Hans Urs von Balthasars.

## Biografie
Rast wuchs in einer noblen Luzerner Familie auf. Er absolvierte die Matura bei den Benediktinern im Kloster Engelberg. Danach studierte er an den Universitäten von Basel und Freiburg i. Üe. „Philosophie der Zivilisation“. Sein Ziel wurde, zum Botschafter des Christentums zu werden, um einen spirituellen Dialog mit dem Nationalsozialismus zu beginnen. Zusammen mit Hans Urs von Balthasar gründete er dazu 1941 eine „Schulungsgemeinschaft“ (SG), wurde deren erster Direktor, und bald darauf die „Akademische Arbeitsgemeinschaft“ (AAG).
Er verfasste Artikel, seine bedeutendste Schrift  Vom Sinn der Kultur sowie, in der Sammlung „Klosterberg“, ausgewählte Texte von Johann Gottfried von Herder. Nach seiner Promotion beschloss er, dem Jesuitenorden beizutreten. Bald daraufhin erkrankten seine Lungen, worauf er ein Jahr im Sanatorium von Leysin verbrachte, wo er sich der Übersetzung von Louis Lallemants Doctrine spirituelle widmete. Am 16. Mai 1946 starb er; sein Grab liegt nahe bei demjenigen von Hans Urs von Balthasar bei der Luzerner Hofkirche.

## Schriften (Auswahl)
- Vom Sinn der Kultur. Räber, Luzern 1941.
- Nachwort und Herausgeberschaft: Johann Gottfried von Herder: Spiegel der Humanität. Schwabe, Basel 1943.
  - Neuausgabe mit Vorwort von Günter Arnold: Schwabe, Basel 2010, ISBN 978-3-7965-2663-3. (= Schwabe Reflexe, 7.)
- Geist und Geschöpf. Stocker, Luzern 1945.
- Der Ruf des Herrn. Aus Briefen von Robert Rast. Herausgegeben von Hans Urs von Balthasar. Räber, Luzern 1947.
- Als Übersetzer und Herausgeber: Louis Lallemant: Die geistliche Lehre. Räber, Luzern 1948.